# Liste der Auslandsvertretungen der Elfenbeinküste

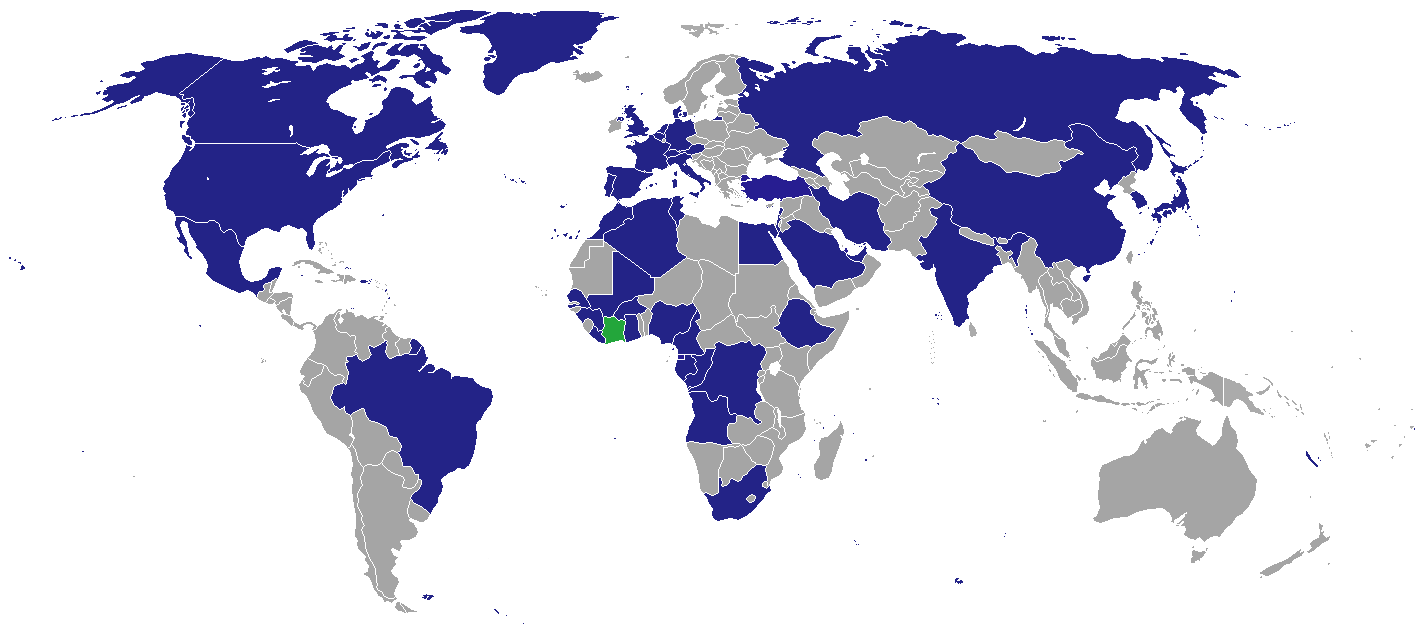
Standorte der diplomatischen Vertretungen der Elfenbeinküste

Dies ist eine Liste der diplomatischen und konsularischen Vertretungen der Elfenbeinküste.

## Diplomatische und konsularische Vertretungen

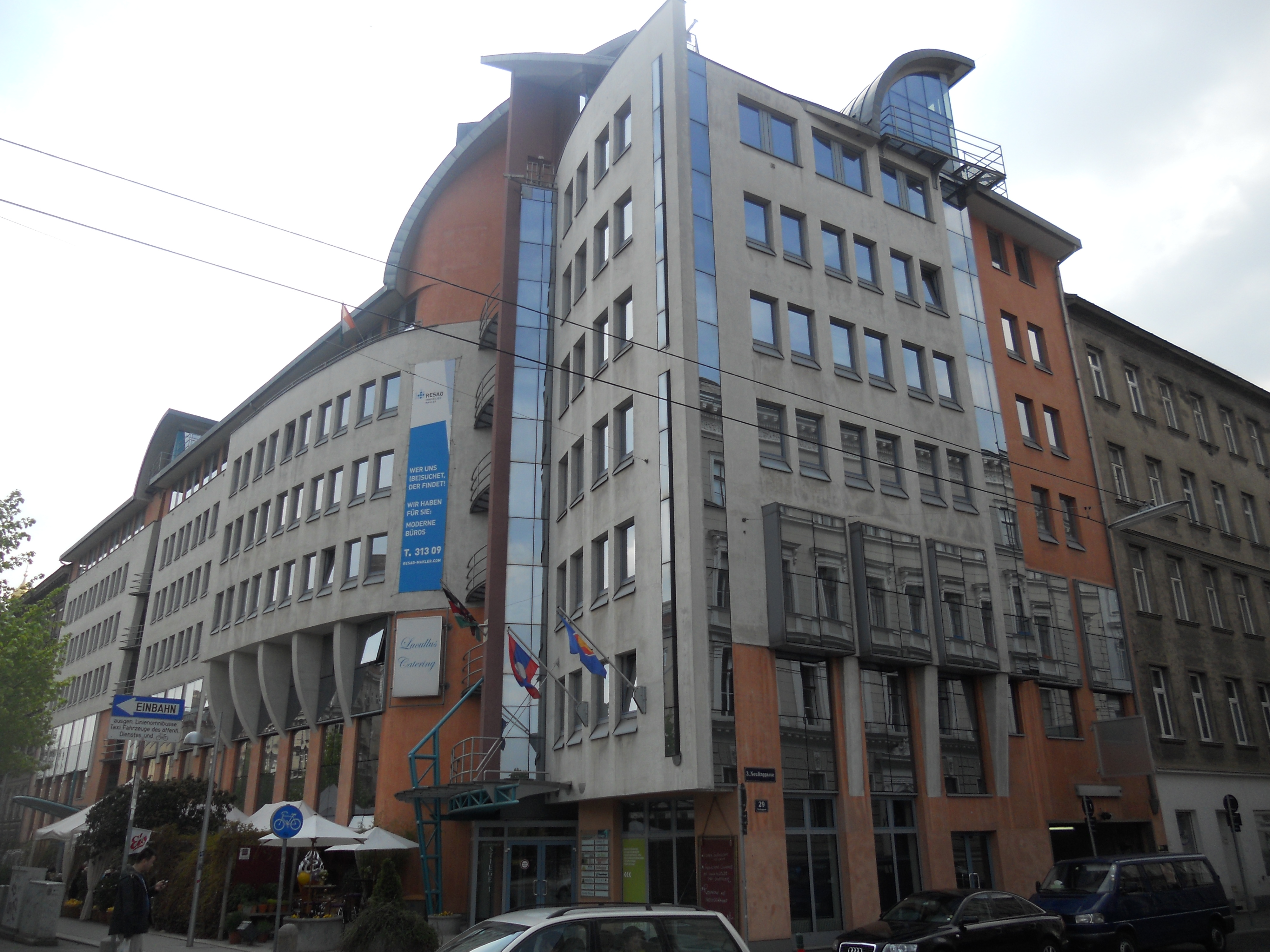
Botschaft der Elfenbeinküste in Wien

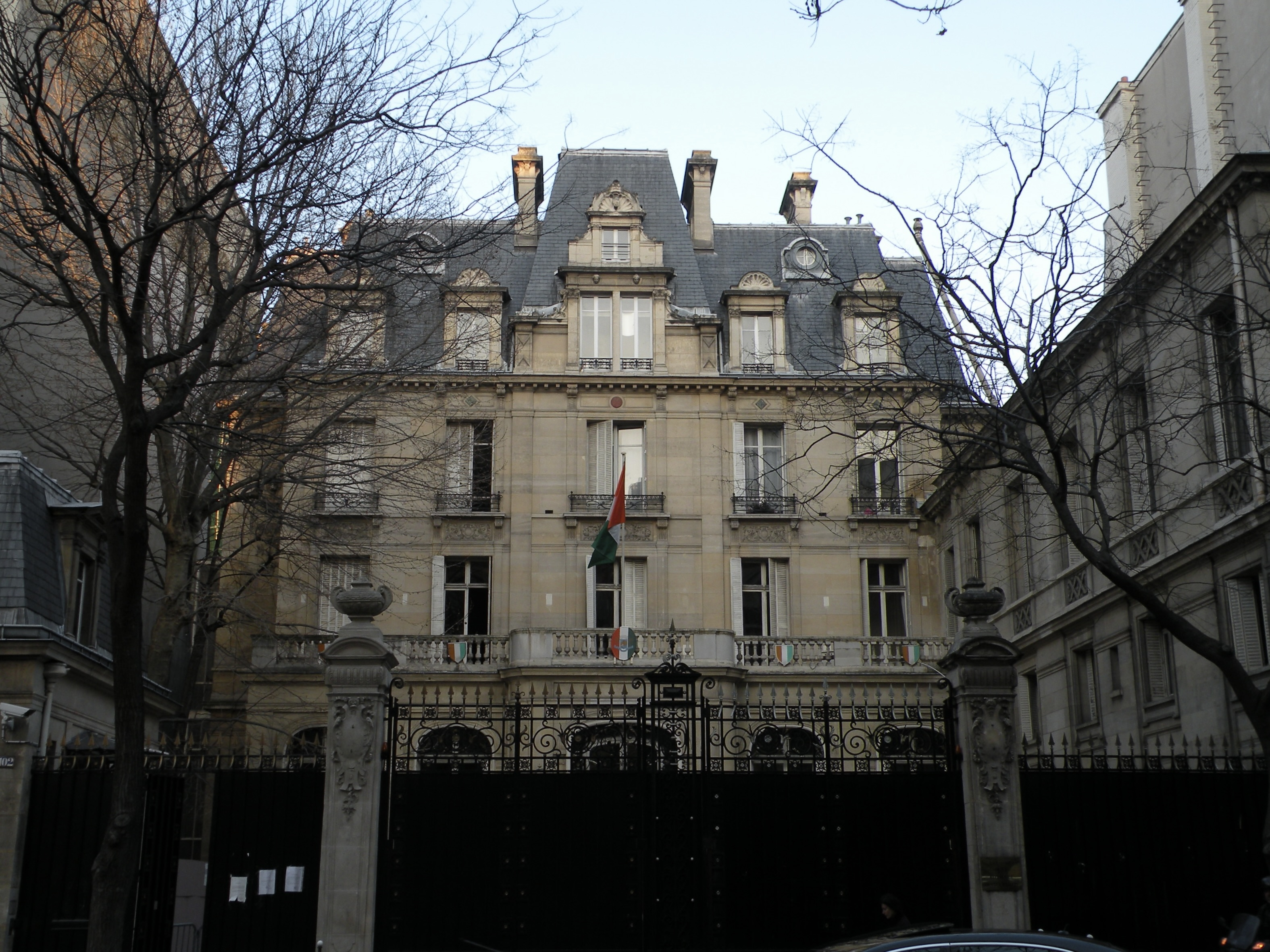
Botschaft der Elfenbeinküste in Paris

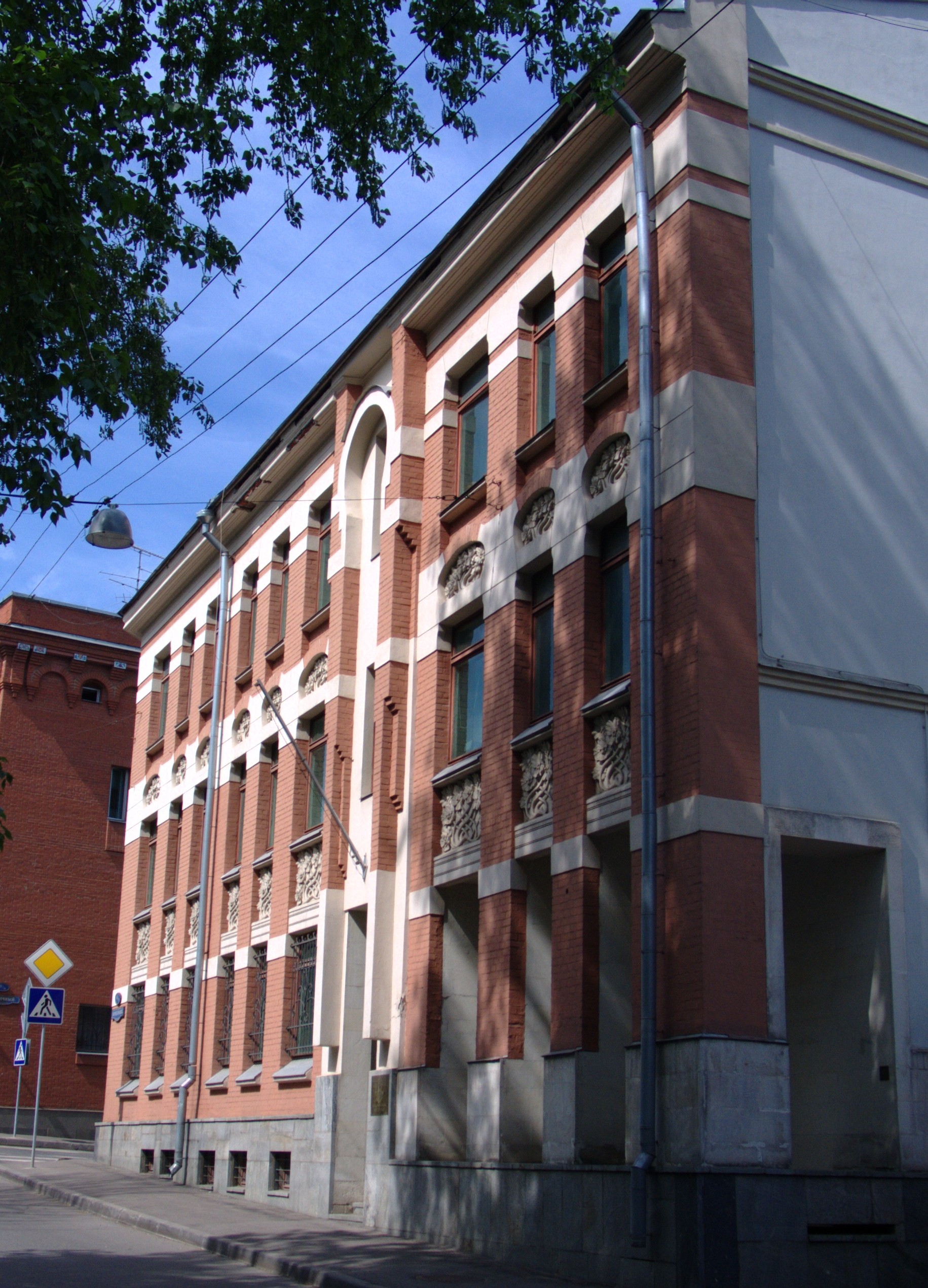
Botschaft der Elfenbeinküste in Moskau

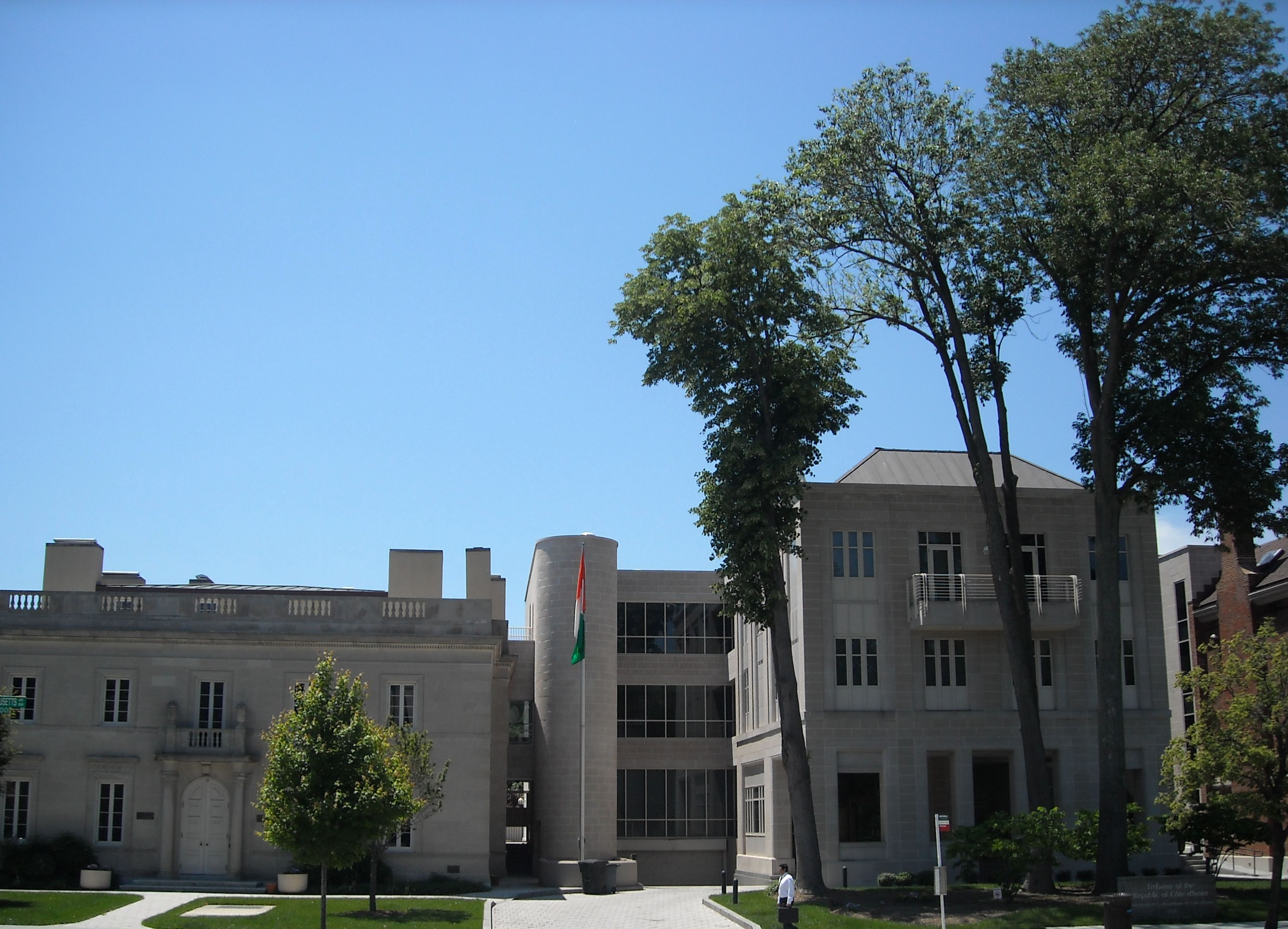
Botschaft der Elfenbeinküste in Washington, D.C.

### Afrika
| - Ägypten: Kairo, Botschaft - Algerien: Algier, Botschaft - Angola: Luanda, Botschaft - Äquatorialguinea: Malabo, Botschaft - Äthiopien: Addis Abeba, Botschaft - Burkina Faso: Ouagadougou, Botschaft - Demokratische Republik Kongo: Kinshasa, Botschaft - Gabun: Libreville, Botschaft - Ghana: Accra, Botschaft - Guinea: Conakry, Botschaft | - Liberia: Monrovia, Botschaft - Libyen: Tripolis, Botschaft - Kamerun: Jaunde, Botschaft - Mali: Bamako, Botschaft - Marokko: Rabat, Botschaft - Nigeria: Abuja, Botschaft - Senegal: Dakar, Botschaft - Südafrika: Pretoria, Botschaft - Tschad: N’Djamena, Botschaft - Tunesien: Tunis, Botschaft |

### Asien
| - Volksrepublik China: Peking, Botschaft - Volksrepublik China: Guangzhou, Generalkonsulat - Indien: Neu-Delhi, Botschaft - Iran: Teheran, Botschaft - Israel: Tel Aviv, Botschaft - Japan: Tokyo, Botschaft | - Saudi-Arabien: Riad, Botschaft - Saudi-Arabien: Dschidda, Generalkonsulat - Südkorea: Seoul, Botschaft - Vereinigte Arabische Emirate: Abu Dhabi, Generalkonsulat - Vereinigte Arabische Emirate: Dubai, Generalkonsulat |

### Europa
| - Belgien: Brüssel, Botschaft - Dänemark: Kopenhagen, Botschaft - Deutschland: Berlin, Botschaft - Frankreich: Paris, Botschaft - Frankreich: Lyon, Generalkonsulat - Italien: Rom, Botschaft - Niederlande: Den Haag, Botschaft | - Österreich: Wien, Botschaft - Portugal: Lissabon, Botschaft - Russland: Moskau, Botschaft - Schweiz: Bern, Botschaft - Spanien: Madrid, Botschaft - Türkei: Ankara, Botschaft - Vereinigtes Königreich: London, Botschaft |
| | |

### Nordamerika
| - Haiti: Port-au-Prince, Verbindungsbüro - Kanada: Ottawa, Botschaft | - Mexiko: Mexiko-Stadt, Botschaft - Vereinigte Staaten: Washington, D.C., Botschaft |

### Südamerika
- Brasilien: Brasília, Botschaft

## Vertretungen bei internationalen Organisationen
- Vereinte Nationen: New York, Ständige Mission
- Vereinte Nationen: Genf, Ständige Mission
- AU: Addis Abeba, Ständige Mission
- Europäische Union: Brüssel, Mission
- UNESCO: Paris, Ständige Mission
- Heiliger Stuhl: Vatikanstadt, Botschaft